# Битке код Виминацијума
Битке код Виминацијума представљају серију од три битке вођених 599. године између војске Византијског царства предвођене Приском и Авара и Словена предвођених Бајаном. Завршене су византијском победом.

## Увод
У лето 599. године, византијски цар Маврикије шаље на Балкан у борбу против Авара двојицу својих војсковођа: Приска и Коментиолуса. Два генерала су удружила своје снаге код Сингидунума и наставили реком до Виминацијума. Увидевши да су Византинци прекршили мир, Бајан прелази границу и напада Горњу Мезију док је своја четири сина оставио да чувају реку и дочекају непријатеља. Упркос томе, Византинци прелазе реку сплавовима и подижу логор на левој страни Дунава. Ту се Коментиолус разболео па је Приск преузео вођство над обе армије.

## Битке
Прва битка се водила великом жестином. И поред тога, Византинци су изгубили само три стотине војника док су губици Авара били знатно већи (око 4000 људи). Друге две битке вођене су на сличан начин. У првој су Авари изгубили 10.000 људи, а у другој 15.000. У биткама су погинула сва четири сина кагана Бајана удавивши се у реци приликом повлачења. Приск је гонио Аваре који су напустили бојно поље и нанео им још један тежак пораз код реке Тисе. Овиме је завршен Византијско-аварски рат.